# John Hammond (actor)
John Hammond (nacido en el siglo XX) es un actor estadounidense.

## Bíografía
John Hammond creció en Grand Rapids, Míchigan. Allí él fue futbolista y luchador en la escuela secundaria. Entró en la Universidad de Oakland y estudió allí drama. Después de graduarse Hammond participó en varias pequeñas producciones antes de mudarse a Nueva York para ser actor allí.
Entró en la carrera como actor en 1980. Como virtual desconocido él tuvo en 1982 el papel principal en la miniserie Azules y Grises, en la que interpreta el artista de guerra de ficción de Virginia John Geyser. Después continuó con su carrera siendo el protagonista principal en la película familiar de 1983 The Prodigal. Finalmente ha estado continuando con la carrera como actor, aunque esporádicamente.

## Filmografía (parcial)
- 1980: Salvados por el miedo (Scared Straight! Another Story; película para televisión)
- 1982: Azules y Grises (The Blue and the Gray, miniserie)
- 1983: Los mejores años de mi vida (Cross Creek)
- 1983: The Prodigal
- 1987: Deadly Care
- 1998: Laughing Dead
- 2008: This is not a Test
- 2017: Days ´Til Death (cortometraje)